# Докашенко, Николай Григорьевич
Николай Григорьевич Докашенко (21 ноября 1921, Кондратовка, Харьковская губерния — 22 февраля 1992, Сумы) — советский лётчик-ас реактивной истребительной авиации Корейской войны. Участник Великой Отечественной войны и советско-японской войны. Герой Советского Союза (1952). Полковник (1975).

## Биография
Николай Григорьевич Докашенко родился 21 ноября 1921 года в крестьянской семье в селе Кондратовка Хотенской волости Сумского уезда Харьковской губернии Украинской Социалистической Советской Республики, ныне село — административный центр Кондратовского сельского совета Сумского района Сумской области Украины. Украинец.
С 1938 года член ВЛКСМ.
В 1939 году окончил 9 классов средней школы селе Солохаты Сумской области , Сумский аэроклуб.
С 19 июня 1941 года в Рабоче-крестьянской Красной Армии. В 1943 году окончил Чугуевскую военную авиационную школу пилотов. Служил в 22-м запасном истребительном авиационном полку (6-я запасная авиационная бригада, Московский военный округ) в городе Иваново.
Участник Великой Отечественной войны с июня 1944 года. Воевал в 17-м истребительном авиационном полку (190-я истребительная авиационная дивизия, 11-й истребительный авиационный корпус, 3-я воздушная армия) на 1-м Прибалтийском и 3-м Белорусском фронтах. Начал воевать лётчиком, в ноябре 1944 года назначен старшим лётчиком. Летал на истребителе Р-39 «Аэрокобра». Участник Белорусской, Гумбиннен-Гольдапской, Восточно-Прусской наступательных операций. К концу Великой Отечественной войны выполнил 110 боевых вылетов, провёл 7 воздушных боёв, сбил 2 самолёта лично (оба в одном бою 21 декабря 1944 года) и 2 — в группе.
Летом 1945 года в составе полка и дивизии был переброшен на Забайкальский фронт (в составе фронта с 24 июля 1945 года). В августе 1945 года участвовал в советско-японской войне, совершил 3 боевых вылета на истребителе Р-63 Кингкобра на сопровождение бомбардировщиков в глубокий тыл врага. Встреч с японской авиацией в воздухе не имел.
После Победы продолжал службу в том же полку, стал командиром звена, в феврале 1951 года стал заместителем командира эскадрильи по лётной части. 
С 1947 года член ВКП(б). 
Участник Корейской войны с июня 1951 года по февраль 1952 года. На должности заместителя командира 3-й истребительной авиационной эскадрильи по лётной части имел 6 личных побед. За умелое командование и личные отличия в воздушных боях в октябре 1951 года назначен командиром этой эскадрильи 17-го истребительного авиационного полка. Всего за время участия в войне совершил 148 боевых вылетов, в 45 воздушных боях лично сбил 9 самолётов противника и ещё 2 самолёта — повредил (этот факт стал причиной разнобоя числа воздушных побед аса в публикациях о нём, потому что некоторые авторы объединяют сбитые и повреждённые самолёты и говорят об 11 сбитых).
Указом Президиума Верховного Совета СССР от 22 апреля 1952 года за образцовое выполнение боевых заданий командования, мужество и отвагу, проявленные в боях с врагом, капитану Докашенко Николаю Григорьевичу присвоено звание Героя Советского Союза с вручением ордена Ленина и медали «Золотая Звезда» (№ 10867).
После войны служил в том же авиаполку: с ноября 1955 года — помощник командира полка по огневой и тактической подготовке, с апреля 1958 года — заместитель командира полка по лётной части. В июне 1959 года переведён в ДОСААФ и в июле 1959 года назначен начальником Курганского областного аэроклуба. С мая 1960 года подполковник Н. Г. Докашенко — в запасе.  
Жил в городе Сумы. Работал в Сумском областном комитете ДОСААФ. 
Николай Григорьевич Докашенко умер 22 февраля 1992 года. Похоронен на Засумском кладбище города Сумы Сумской области Украины (сектор 5).

## Воинские звания
- Младший лейтенант (14.08.1943)
- Лейтенант (10.04.1945)
- Старший лейтенант (август 1948)
- капитан (5.10.1951)
- Майор (октябрь 1954)
- Подполковник (декабрь 1957)
- Полковник в отставке (15.04.1975)

## Награды
- Медаль «Золотая Звезда» Героя Советского Союза (22 апреля 1952 года, медаль  № 10867)
- Орден Ленина (22 апреля 1952 года)
- Два ордена Красного Знамени (6 мая 1945 года[1], 17 декабря 1951 года)
- Два ордена Отечественной войны I степени (15 мая 1945 года[2], 6 апреля 1985 года[3])
- Орден Отечественной войны II степени (15 декабря 1944 года[4])
- Два ордена Красной Звезды (30 августа 1945 года[5], 30 декабря 1956 года)
- Медаль «За боевые заслуги» (19 ноября 1951 года)
- Другие медали СССР
- Медаль «Китайско-советская дружба» (КНР)
- Медаль «За освобождение Кореи» (КНДР)

## Память
- В посёлке городского типа Хотень Сумского района на здании школы, в которой учился Н. Г. Докашенко, установлена мемориальная доска.
- Имя упомянуто на Аллее Героев в городе Чугуеве Харьковской области Украины.